# Веретье (Сокольский район)
Веретье — деревня в Сокольском районе Вологодской области.
Входит в состав Пригородного сельского поселения, с точки зрения административно-территориального деления — в Пригородный сельсовет.
Расстояние по автодороге до районного центра Сокола — 12 км, до центра муниципального образования Литеги — 7 км.
По переписи 2002 года население — 13 человек.